# Liste der finnischen Botschafter in Libyen
Die Liste der finnischen Botschafter in Libyen listet alle Botschafter der Republik Finnland die dessen politische, ökonomische und kulturelle Interessen vertreten. Von  1966 bis 1989 wurde dies von Ägypten aus geregelt. Anschließend hatte die Interessenvertretung Geschäftsträgerstatus. Seit 2003 befindet sich der Botschaftssitz in Tunesien, der auch für alle Schengenvisaangelegenheiten, die neben Finnland die nordeuropäischen Länder Dänemark, Island, Norwegen, Schweden und Estland betreffen.

## Liste
| Ernennung Akkreditierung | Name                    | Bemerkungen     | ernannt von      | akkreditiert während der Regierung von | Posten verlassen |
| ------------------------ | ----------------------- | --------------- | ---------------- | -------------------------------------- | ---------------- |
| 1966                     | Jussi Mäkinen           | Sitz: Algier    | Urho Kekkonen    | Idris                                  | 1968             |
| 1968                     | Olavi Saikku            | Sitz: Algier    | Urho Kekkonen    | Idris                                  | 1972             |
| 1973                     | Pekka Malinen           | Sitz: Kairo     | Urho Kekkonen    | Muammar al-Gaddafi                     | 1974             |
| 1979                     | Jyrki Aimonen           | Sitz: Kairo     | Urho Kekkonen    | Abdul Ati al-Obeidi                    | 1983             |
| 1983                     | Raimo Salmi             | Sitz: Kairo     | Mauno Koivisto   | Muhammad az-Zaruq Rajab                | 1986             |
| 1986                     | Veikko Huttunen         | Sitz: Kairo     | Mauno Koivisto   | Mifta al-Usta Umar                     | 1989             |
| 1989                     | Antti Lassila           |                 | Mauno Koivisto   | Mifta al-Usta Umar                     | 1991             |
| 1991                     | Arto Vainionmäki        | Geschäftsträger | Mauno Koivisto   | Abdul Razzaq as-Sawsa                  | 1995             |
| 1995                     | Reijo Niinimäki         | Geschäftsträger | Martti Ahtisaari | Zanati Mohamed al-Zanati               | 1997             |
| 1997                     | Ulla-Maija Suominen     | Geschäftsträger | Martti Ahtisaari | Zanati Mohamed al-Zanati               | 2002             |
| 2003                     | Kaija Ilander           | Sitz: Tunis     | Tarja Halonen    | Zanati Mohamed al-Zanati               | 2007             |
| 2007                     | Laura Reinilä           | Sitz: Tunis     | Tarja Halonen    | Zanati Mohamed al-Zanati               | 2010             |
| 2011                     | Tiina Jortikka-Laitinen | Sitz: Tunis     | Tarja Halonen    | Mustafa Abd al-Dschalil                |                  |